# Cirocha
Cirocha (maďarsky Ciroka) je řeka na severovýchodě Slovenska a levostranný přítok Laborce. Pramení pod Ruským sedlem na slovensko-polské hranici a protéká územím okresů Snina a Humenné. Je dlouhá 56,6km.

## Přítoky Cirochy (ve směru toku)
(P – pravostranný přítok, L – levostranný přítok)
- Kuzmovský potok L
- Ruský potok L
- Saganovský potok L
- Záhradný potok L
- Lukov L
- Smolník P
- Stružnica P
- Hricov potok P (ústí do vodní nádrže Starina)
- Dara L (ústí do vodní nádrže Starina)
- Havrilovec L
- Trnovec L
- Chotinka P
- Kuršina L
- Tichá voda L
- Bystrá L
- Magurický potok P
- Veľký Tarnovský potok L
- Malý Tarnovský potok L
- Daľkov L
- Pčolinka P
- Rovný potok L
- Barnov L
- Brusný potok P
- Zajacov potok P
- Trsťový potok P
- Hrežnovský potok P
- Hodkovec L
- Dlžianka L
- Voniarsky potok L
- Dielnica L
- Zvoníkov potok P
- Kamenica L

## Galerie

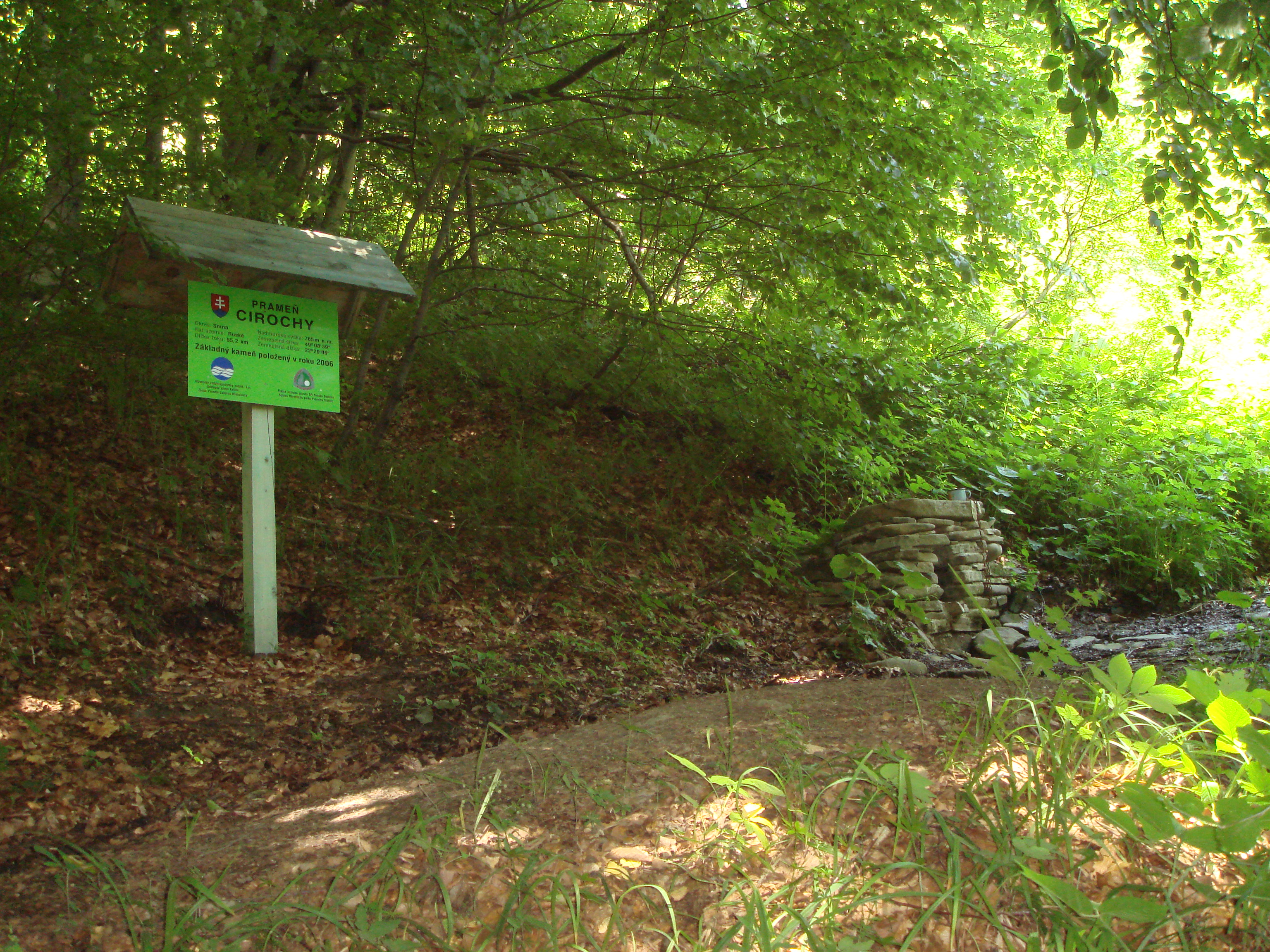
Pramen Cirochy pod Ruským sedlem
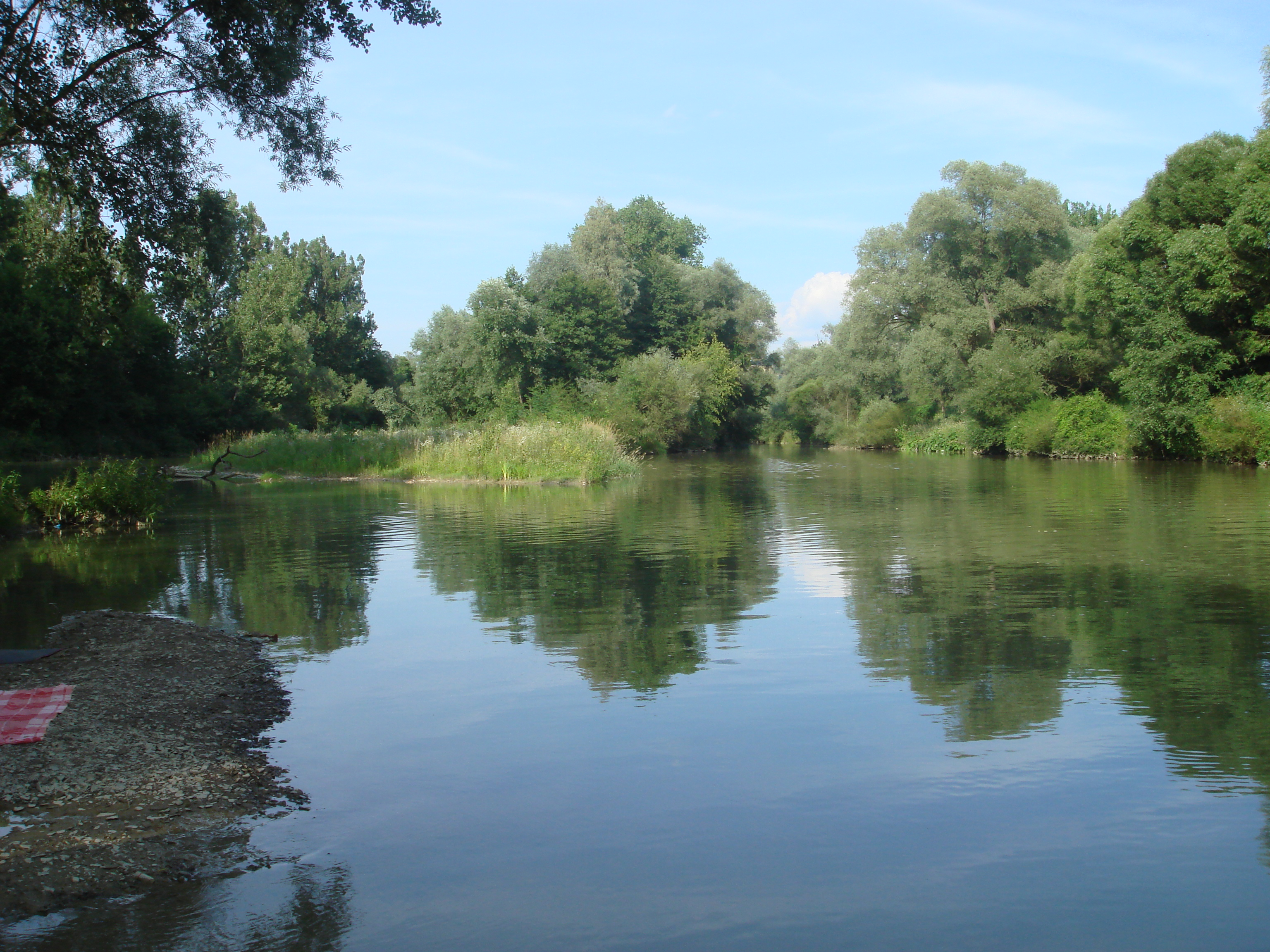
Soutok Laborce a Cirochy u Humenného